# NSG Kickelbach bei Fischbach
NSG Kickelbach bei Fischbach este o arie protejată (arie specială de conservare — SAC, sit de importanță comunitară — SCI) din Germania întinsă pe o suprafață de 9,89 ha, integral pe uscat.

## Localizare
Centrul sitului NSG Kickelbach bei Fischbach este situat la coordonatele 50°09′20″N 8°25′47″E / 50.1556°N 8.4297°E.

## Înființare
Situl NSG Kickelbach bei Fischbach a fost declarat sit de importanță comunitară în noiembrie 2004 pentru a proteja 2 specii de animale. Situl a fost protejat și ca arie specială de conservare în martie 2008.

## Biodiversitate
Situată în ecoregiunea continentală, aria protejată conține 1 habitat natural: Fânețe de joasă altitudine (Alopecurus pratensis, Sanguisorba officinalis).
La baza desemnării sitului se află mai multe specii protejate de  nevertebrate (2): phengaris nausithous (Maculinea nausithous), Maculinea teleius.